# حبيب سويدية
حَبِيب سُوَيْدِيَّة (من مواليد 1389 هـ/1969 مـ) ملازم وكاتب جزائري فرنسي. شغل سابقًا منصب ملازم في دائرة الاستعلام والأمن الجزائرية.

## مسيرته
ولد حبيب سويدية في 28 محرم 1389 (16 أبريل 1969) في مدينة تبسة الجزائرية.
عُرف سويدية بكتابه «الحرب القذرة» (2001)، الذي يتّهم فيه الجيش بالوقوف وراء مجازر بحق المدنيين في ضواحي العاصمة خاصة مجزرتي بن طلحة والرايس. في 22 أغسطس 2001، أعلن وزير الدفاع الجزائري الأسبق الجنرال خالد نزار، أنه رفع دعوى قضائية ضد الملازم حبيب سويدية الذي كان لاجئا في فرنسا.
في 29 أبريل 2002، حكمت عليه محكمة جزائرية غيابيا بالسجن عشرين عاما لاتهامه بالمشاركته في مشروع «لإضعاف معنويات الجيش والتآمر لتقويض وحدة التراب الوطني».
وفي يناير 2006، حكمت عليه محكمة البويرة بالإعدام غيابياً، بتهمة «خطف وقتل» في يوليو 1994 لثلاثة أشخاص في منطقة الأخضرية، أثناء تواجده بالمنطقة. واعتبر سويدية أن حكم الإعدام الذي أُصدر في حقه بتهمة قتل مدنيين «غير واقعي ودليل على أن النظام الجزائري» نظام فاشي«ألقى بالبلاد في حرب أهلية».

## أعماله
| العنوان الأصلي (بالفرنسية)                      | العنوان بالعربية                               | سنة النشر | المرجع |
| ----------------------------------------------- | ---------------------------------------------- | --------- | ------ |
| La Sale Guerre                                  | الحرب القذرة                                   | 2001      | [ 6 ]  |
| Le Procès de la sale guerre                     | محاكمة الحرب القذرة (مؤلّف جماعي)               | 2002      | [ 7 ]  |
| Hirak en Algérie : L'invention d'un soulèvement | الحراك في الجزائر: اختراع انتفاضة (مؤلّف جماعي) | 2020      | [ 8 ]  |